# Рио Виста (Калифорния)
Рио Виста (на английски: Rio Vista в превод от испански „Речна гледка“) е град в щата Калифорния, САЩ. Рио Виста се намира в окръг Солано в Района на Санфранциския залив. Градът е с население от 4571 жители (2000 г.) и обща площ от 18,40 км² (7,20 мили²). Река Сакраменто на която е разположен Рио Виста епизодично се посещава от заблудени китове, въпреки че градът се намира на 100 км (60 мили) североизточно от Сан Франциско и Тихия океан.